# Schizocosa parricida
Schizocosa parricida là một loài nhện trong họ Lycosidae.
Loài này thuộc chi Schizocosa. Schizocosa parricida được Ferdinand Karsch miêu tả năm 1881.